# Средњесловенска регија
Средњесловенска регија (словен. Osrednjeslovenska regija) је једна од 12 статистичких регија Словеније. Највећи град и културно и привредно средиште ове регије је главни град Словеније, Љубљана.
По подацима из 2005. године овде је живело 500.021 становника.

## Списак општина
У оквиру Средњесловенске регије постоји 25 општина:
- Боровница
- Брезовица
- Велике Лашче
- Водице
- Врхника
- Гросупље
- Добрепоље
- Доброва-Полхов Градец
- Дол при Љубљани
- Домжале
- Иванчна Горица
- Иг
- Камник
- Коменда
- Лог-Драгомер
- Логатец
- Луковица
- Љубљана
- Медводе
- Менгеш
- Моравче
- Трзин
- Хорјул
- Шкофљица
- Шмартно при Литији